# Speciální čarodějnický díl XXVIII
Speciální čarodějnický díl XXVIII (v anglickém originále Treehouse of Horror XXVIII) je 4. díl 29. řady (celkem 622.) amerického animovaného seriálu Simpsonovi. Scénář napsal John Frink a díl režíroval Timothy Bailey. V USA měl premiéru dne 22. října 2017 na stanici Fox Broadcasting Company a v Česku byl poprvé vysílán 29. ledna 2018 na stanici Prima Cool.

## Části
Tento díl je rozdělen na tyto části:
- Démonické dítě (The Exor-Sis)
- Koralíza (Coralisa)
- Mňammm… Homer (MMM…Homer)

## Děj

### Úvod: Sladké až po smrti
Rodina Simpsonových, proměněná v sladkosti, se během Halloweenu nachází před domem v misce s ostatními pamlsky. Druhého dne jsou Simpsonovi jediní, kteří v misce zůstali, a jsou umístěni na polici, jelikož obyvatelé domu odstraňují halloweenskou výzdobu. Zde se setkají s čokoládovým velikonočním zajíčkem, který jim řekne, že zde, na horní polici, budou navždy zapomenuti. Homer, k němuž se brzy přidá zbytek rodiny, zajíčka sežere. Kamera se přesune na zeď, kde je napsáno „The Simpsons Easter Special“ (Velikonoční speciál Simpsonových), ale čokoláda ze zajíce ji zašpiní, zakryje slova a tmavou čokoládou připomínající krev je napsán název epizody. Sekvence byla volně inspirována filmem Buchty a klobásy.

### Démonické dítě
V místě naleziště pohanského chrámu v severním Iráku (parodie na úvodní scénu filmu Vymítač ďábla) je vykopána soška Pazúzu a přes Amazon je poslána domů Simpsonovým, jelikož si ji Homer omylem objednal v domnění, že jde o pizzu. Poté, co Homer se svítícíma červenýma očima zazpívá Maggie velmi znepokojivou ukolébavku, ponechá sošku Pazúzu v Maggiině posteli. Démon v sošce posedne Maggie a dá o sobě vědět na večírku, který pořádají Marge s Homerem. Mluvící Maggie posedlá démonem zabije stěžující si Helenu, pak všechny zamkne a zabije doktora Dlahu, přičemž odhalí, že podvádí svou ženu. Ned Flanders poradí Simpsonovým, aby povolali exorcistu, následně je však démonem také zabit. Brzy poté přijíždí kněz a provede vymítání, které z Maggie vyžene démona. Démon však neodešel úplně, posedl totiž Barta. Pazúzu toho lituje, protože Bart má podle něj tu nejtemnější duši na světě.

### Koralíza
V parodii na Koralínu a svět za tajnými dveřmi se Maggie stále vzpamatovává z posednutí, kvůli kterému zvrací. Mluvící Sněhulka ukáže Líze tajný tunel, který ji dovede do druhé verze její rodiny, jež má místo očí knoflíky. Zatímco alternativní rodina se zdá být ideální, Líza kvůli knoflíkům zděšeně utíká zpět do skutečného světa. Líza si nabídku alternativní rodiny rozmyslí poté, co reálný Homer zabije hada saxofonem.
O několik dní později se ke druhé rodině přidá i Bart a poté Marge a Homer. Při setkání dvou rodin Homer uškrtí alternativního Barta, zatímco alternativní Homer se zraní o nůžky ve snaze pomstít se reálnému Homerovi. To rozzuří alternativní Marge a promění se v pavoučí ženu. Reální Simpsonovi si přivedou alternativní rodinu do svého světa a využívají je k nechtěným činnostem (domácí práce, třídní schůzky). Líza tento výsledek přijímá a tvrdí, že to mohlo být mnohem horší.
Na závěr Líza varuje diváky před odporným obsahem třetího dějství a prohlašuje: „To, co uvidíte, je tak odporné, že si rádi pustíte Hru o trůny, abyste se uklidnili.“

### Mňammm… Homer
Závěrečné dějství, který je parodií na povídku Typ pro přežití, začíná v okamžiku, kdy Homer zůstává doma, zatímco zbytek rodiny odjíždí na dovolenou s Patty a Selmou. Homer si udělá pohodlí, ale nakonec vyčerpá zásoby jídla, zbude mu jen zelenina a zmražený párek. Homer si při grilování párku nešťastnou náhodou uřízne prst. Prst si upeče a sní ho. Zjistí, jak je chutný, a když ho Ned pozve na steak, nechutná mu. Začne si tedy vařit další části svého těla, než se vrátí jeho rodina. Té začne být podezřelé, že Homer neustále nosí kuchyňské chňapky, kulhá a je hubený. Když Marge jednoho večera přijde na Homerovo „jáganství“ (autokanibalismus), vezme ho k poradci pro závislé. Po neúčinné terapii za Homerem přijde šéfkuchař Mario Batali. Při hledání nových ingrediencí přesvědčí zoufalého (a nyní již beznohého) Homera, aby zbývající části svého těla využil jako ingredienci. Carl se zmíní, že k Homerově masu prodávanému v restauracích bylo přimícháno to od Barneyho, Komiksáka a také koňské maso.

## Přijetí
Dennis Perkins z webu The A.V. Club udělil dílu hodnocení B− a napsal: „28. Speciální čarodějnický díl pokračuje v úctyhodné tradici Simpsonových tím, že jako vždy hází na obrazovku spoustu věcí a zkouší, co se na ní udrží. Za tímto účelem nám letošní díl nabízí: Vymítače ďábla, parodii na Koralínu a svět za tajnými dveřmi, Homera pojídajícího lidské maso (sice jen své vlastní, ale přece), stop motion segmenty, hostující hvězdy specifické pro horory a fantasy, lehkého posouvání standardů Foxu (Homer, jak už bylo řečeno, jí lidské maso) a obvyklou várku povedených nebo nepovedených gagů.“
Jesse Schedeen ze serveru IGN udělil epizodě známku 8,6 z 10 a uvedl: „Halloweenské Speciální čarodějnické díly zřídkakdy patří k nezapomenutelnějším epizodám v dané sérii Simpsonových. Nicméně 29. série bude pravděpodobně velkou výjimkou. Všechna tři dějství letošního speciálu byla silná. Seriál konečně zacelil dvě velké díry ve své obrovské sbírce parodií na horory a zároveň nám připomněl, že dokáže urážet a znepokojovat s těmi nejlepšími. Pravděpodobně se v této dlouholeté simpsonovské jízdě dá najet ještě spousta kilometrů.“
Tony Sokol, kritik Den of Geek, ohodnotil díl čtyřmi hvězdičkami z pěti s komentářem: „Speciální čarodějnický díl XXVIII obsahoval mrazení (…), ale vzrušení bylo ve výsledku jen průměrné. Ano, byla to velmi zábavná epizoda. Riskovala, například nechala dítě samotné s katolickým knězem, ale nakonec nedosahuje úplného dna, závratných výšek ani smetánky středu minulých Halloweenů.“
Speciální čarodějnický díl XXVIII dosáhl ratingu 1,6 s podílem 6 a sledovalo jej 3,66 milionu lidí, čímž se umístil na první příčce nejsledovanější pořadů toho večera na stanici Fox.